# Giovanna I di Napoli
Giovanna I d'Angiò (Napoli, 1326 circa – Castello di Muro Lucano, 27 luglio 1382) fu regina regnante di Napoli, regina titolare di Sicilia e di Gerusalemme e contessa di Provenza e di Forcalquier dal 1343 al 1381, anno della sua deposizione.
Rimasta l'unica discendente diretta di suo nonno Roberto d'Angiò, con un atto anticonvenzionale, venne da lui nominata sua erede legittima a fronte di numerosi altri parenti maschili. Per far fronte alle pretese sul trono del Regno di Napoli vantate dal ramo ungherese degli angioini, Giovanna venne fatta sposare giovanissima al lontano cugino Andrea d'Ungheria, riunificando la dinastia.
Alla morte del nonno, nel 1343, Giovanna divenne di fatto una delle prime regine regnanti d'Europa.
I primi anni di regno furono caratterizzati da una serie di intrighi orditi dai suoi famigliari, che tentarono di avvicinarsi al potere: tra di loro vi era pure il marito Andrea, che non le riconosceva il diritto di governare autonomamente. I tentativi di Papa Clemente VI di placare la situazione non sortirono gli effetti sperati e, nel 1345, Andrea fu ucciso in una congiura di cui Giovanna fu accusata di essere l'istigatrice. I famigliari della regina sfruttarono l'occasione per far giustiziare alcuni suoi fedeli sospettati di omicidio.
Con il pretesto di vendicare la morte del fratello minore e appropriarsi della Corona, Luigi I d'Ungheria invase il Regno di Napoli. Nel frattempo risposatasi con il cugino Luigi di Taranto, Giovanna riparò ad Avignone presso Clemente VI, dove affrontò un processo per omicidio dal quale venne assolta. Entrati nelle grazie del pontefice, Giovanna e Luigi intrapresero la riconquista del Regno, già flagellato come il resto d'Europa dalla peste nera, che si concluse vittoriosamente nel 1350.
I dissidi coniugali insorti nel mentre, si conclusero con una presa di potere da parte di Luigi e del siniscalco Niccolò Acciaiuoli, che obbligarono Giovanna ad acconsentire all'incoronazione del marito ed a cedergli di fatto il governo (1352). L'allontanamento dalla vita pubblica durò fino alla morte di Luigi (1362), ma l'inettitudine di quest'ultimo nel far fronte alla nuova politica di grandezza a cui Acciaiuoli ambiva per il Regno, servì a Giovanna per conquistare ancor di più il favore dell'opinione pubblica.
Dal 1362, supportata prima da Acciaiuoli e da Niccolò Spinelli poi, la sovrana iniziò il suo governo indipendente, dal quale escluse categoricamente i suoi ultimi due mariti: Giacomo IV di Maiorca e Ottone di Brunswick-Grubenhagen. In politica interna, Giovanna sostenne le imprese locali, creò nuove industrie, ridusse il crimine e combatté le compagnie di ventura, promuovendo così un periodo di pace nel Regno, che venne favorito anche dalla scomparsa della maggior parte dei suoi turbolenti famigliari.
Sul piano internazionale, Giovanna si impose come referente principale per la Santa Sede nelle guerre del papato contro i Visconti e Firenze e promuovendo il ritorno del papato a Roma. Per queste buone relazioni Papa Urbano V la premiò con la Rosa d'oro nel 1368, divenendo la prima donna nella storia ad ottenere tale onorificenza, mentre nel 1372, grazie a Papa Gregorio XI, Giovanna concluse la secolare contesa della Sicilia con gli aragonesi (iniziata con i Vespri siciliani), riconoscendo il regno di Trinacria come stato vassallo al Regno di Napoli (trattato di Avignone).
Con l'ascesa di Papa Urbano VI che le si rivelò ostile, la situazione politica di Giovanna entrò in crisi. Dopo vari ripensamenti, riconobbe l'Antipapa Clemente VII, dando inizio allo Scisma d'Occidente. Scomunicata dal papa avversario, Giovanna fronteggiò l'invasione del nipote Carlo di Durazzo, che Urbano VI aveva incoronato come nuovo re di Napoli. Infine arresasi al nipote, venne deposta e imprigionata nel castello di Muro Lucano, dove fu probabilmente fatta assassinare.

## Biografia

### Giovinezza

#### Infanzia ed educazione
Non sono noti con esattezza la data e il luogo di nascita di Giovanna. È stato ipotizzato che possa essere nata nel dicembre 1325, come terzogenita o quartogenita di Carlo di Calabria, primogenito di Roberto d'Angiò re di Napoli, e di Maria di Valois, sorella di Filippo VI di Francia. Lo storico Donato Acciaiuoli avrebbe riferito che fosse nata a Firenze, forse durante il viaggio dei suoi genitori verso la città, di cui il padre era stato nominato «signore». Nel giro di due anni sarebbe rimasta l'unica figlia della coppia.

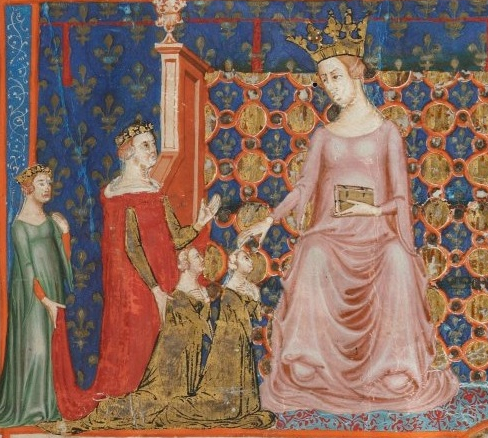
Miniatura raffigurante Sancha di Maiorca che accarezza le nipoti Giovanna e Maria, presentate a lei da Maria di Valois.

La famiglia tornò a Napoli, data la discesa in Italia di Ludovico il Bavaro, con cui i regnanti di Napoli erano in guerra. Nel novembre 1328, suo padre Carlo morì inaspettatamente, lasciando la moglie incinta, che l'anno successivo dette alla luce un'altra figlia, battezzata Maria. La madre di Giovanna morì nel 1332 durante un pellegrinaggio, lasciando orfane le due bambine.
A quel punto furono le due donne più influenti della corte a prendersi cura delle orfane: Sancha di Maiorca, seconda moglie di Roberto, e Filippa da Catania, nutrice delle bambine. Protettrice dei francescani spirituali e fervente cattolica, Sancha avrebbe voluto diventare una clarissa, ma il pontefice aveva rifiutato di annullare il suo matrimonio con Roberto: la sua forte devozione e la sua protezione verso gli ordini religiosi sarebbero state un modello per Giovanna. Filippa divenne invece una sorta di seconda madre per le due sorelle.
Cresciuta nella colta e raffinata corte di suo nonno Roberto, apparentemente Giovanna non ricevette alcuna educazione formale o, se la ebbe fu poco accurata, dato che i documenti angioini non riportano i nomi dei suoi istitutori. Probabilmente studiò i libri presenti nella biblioteca reale, in cui erano presenti gli scritti di Tito Livio, Paolo da Perugia, San Gregorio e Marco Polo.
Sembra comunque che raggiunta l'età adulta sia stata capace di esprimersi in latino, come dimostrano sue lettere rimaste, in francese, in italiano e in provenzale. Secondo il cronista Domenico da Gravina, Giovanna e Maria erano state «informate di ogni arte e virtù dal medesimo Signore Re Roberto e dalla Regina Sancia».

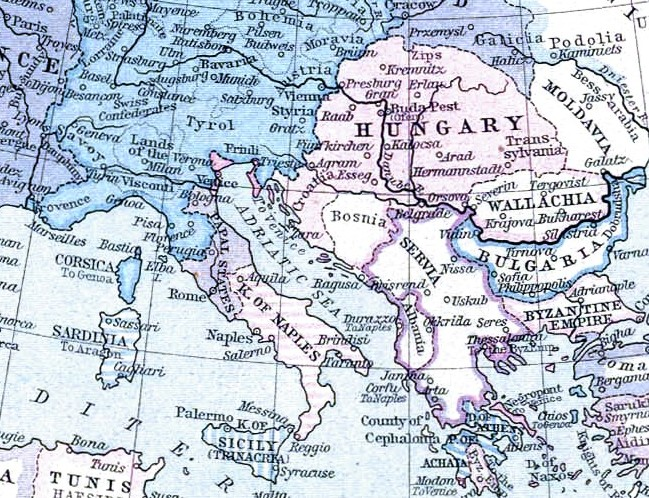
In rosa sono indicate le terre governate dagli angioini intorno al 1360: il sud della penisola italiana, noto semplicemente come il «Regno» (vassallo della Santa Sede dal 1130), il regno d'Ungheria, che si estendeva nel nord della penisola balcanica, il ducato di Durazzo in Albania e il principato d'Acaia nel Peloponneso.

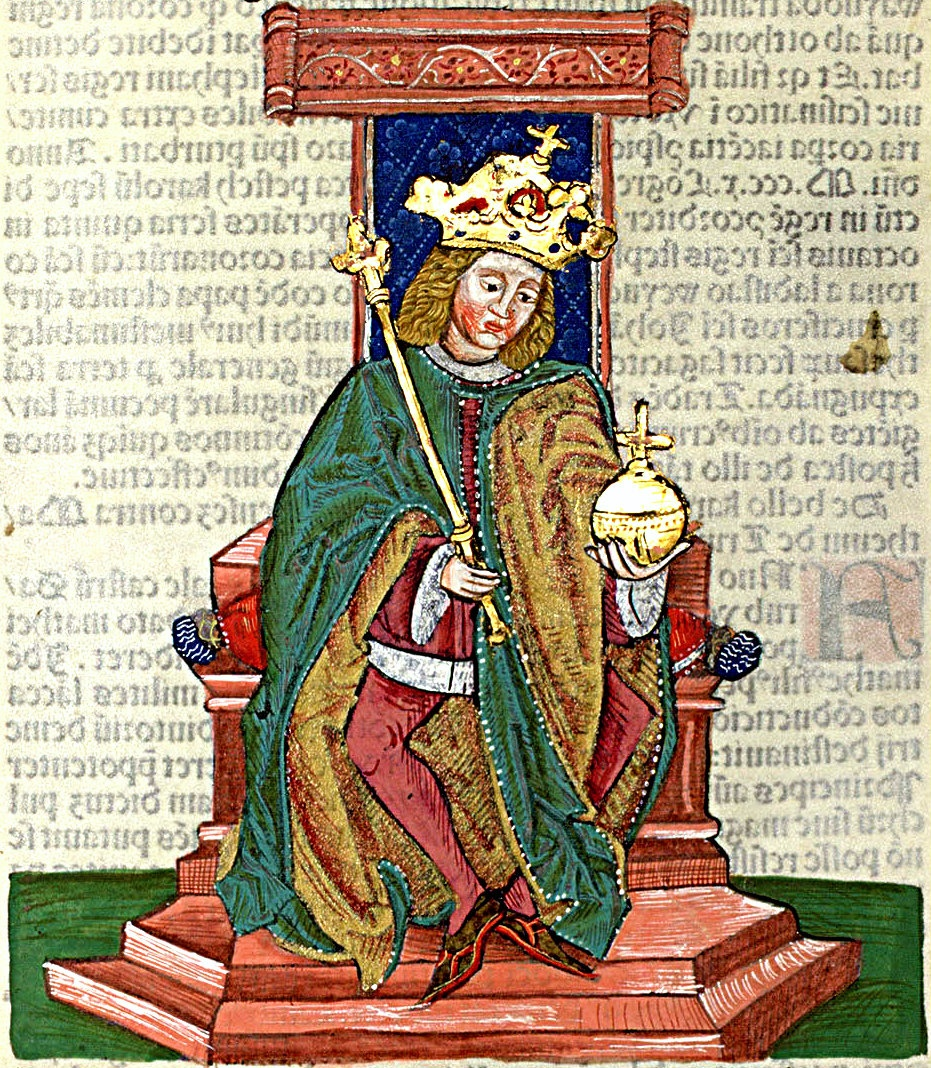
Carlo I re d'Ungheria uno dei tanti parenti che contestò a Giovanna il diritto di ereditare il «Regno».

#### Un'eredità contestata
Il 4 dicembre 1330, superati gli scrupoli iniziali, re Roberto nominò sue eredi legittime le nipoti Giovanna e Maria durante una cerimonia ufficiale a Castel Nuovo. Tale scelta portò a numerose rimostranze tra i parenti maschi della famiglia reale, che potevano aspirare al trono.
Nonostante fosse stato proprio il capostipite Carlo I d'Angiò a farsi esplicitamente riconoscere dalla Santa Sede (di cui il «Regno» era vassallo) l'eventualità di un'eredità per linea femminile, la nomina di Giovanna portò alla luce numerose contraddizioni: lo stesso Carlo I aveva stabilito che un'eventuale «regina regnante» avrebbe dovuto sposarsi e governare con il marito, mentre nel testamento di Carlo II era sancito che le contee di Provenza, di Forcalquier e Piemonte potessero essere ereditate e governate solo da maschi.
Vi era poi il precedente di Filippo VI, zio materno di Giovanna, che era stato recentemente proclamato re di Francia attraverso un'arbitraria interpretazione della legge salica, in modo da escludere la discendenza per linea femminile dal trono. Sfruttando ciò, Carlo I d'Ungheria, che nel 1296 era stato «diseredato» della Corona di Napoli a favore di suo zio Roberto, la reclamò nuovamente per sé.
Vi erano inoltre le ambizioni degli altri due fratelli minori di Roberto, il principe Filippo di Taranto, e il duca Giovanni di Durazzo e le loro rispettive famiglie. Se il duca di Durazzo e la moglie Agnese di Périgord (sorella dell'influente cardinale di Talleyrand-Périgord) accettarono di riconoscerla come futura regina, sperando che uno dei loro figli potesse sposarla, il principe di Taranto con la moglie Caterina di Valois rifiutarono di riconoscere Giovanna come legittima erede, in particolare dei territori provenzali sui quali avanzarono diritti.

#### Accordi matrimoniali
Carlo I d'Ungheria presentò un accordo matrimoniale, chiedendo la mano di Giovanna per uno dei suoi figli. Per anni papa Giovanni XXII aveva ignorato le richieste di re Carlo, ma il sostegno di Roberto ai francescani spirituali (che il Papa considerava eretici) e la sua negligenza nel pagare il tributo annuale alla Santa Sede diedero origine a tensioni tra Napoli e il Papato.
Il papa sostenne il progetto ed esortò Roberto ad accettare. La vedova Caterina di Valois osteggiò gli accordi, rivolgendosi al fratellastro Filippo VI di Francia per bloccarli, proponendo i propri figli (Roberto e Luigi di Taranto) come possibili mariti per Giovanna e Maria. Il pontefice fu risoluto e il 30 giugno 1331 emise una bolla in cui ordinava che Giovanna e la sorella dovessero sposare i figli del re d'Ungheria. Durante i negoziati, Carlo I decise che sarebbe stato il suo secondogenito Andrea a sposare Giovanna.
Nell'estate 1333, Carlo I d'Ungheria venne personalmente a Napoli per completare le trattative matrimoniali con lo zio. Fu concluso che Andrea e Giovanna si sarebbero fidanzati, ma se lei fosse morta prematuramente Andrea avrebbe sposato Maria; in caso contrario, Giovanna avrebbe sposato uno dei fratelli del marito (Luigi o Stefano). Il contratto di nozze venne firmato il 26 settembre 1333.
Il giorno dopo re Roberto nominò i fidanzati duchi di Calabria e il principi di Salerno. Il Papa concesse le dispense necessarie per le nozze nel novembre 1333. Per la corte ungherese questo matrimonio significava l'adeguata riparazione all'ingiusta successione di Roberto sul trono di Napoli, tuttavia l'unione avrebbe comunque dato luogo a numerosi conflitti tra i membri della casata d'Angiò.

#### Il lascito di re Roberto

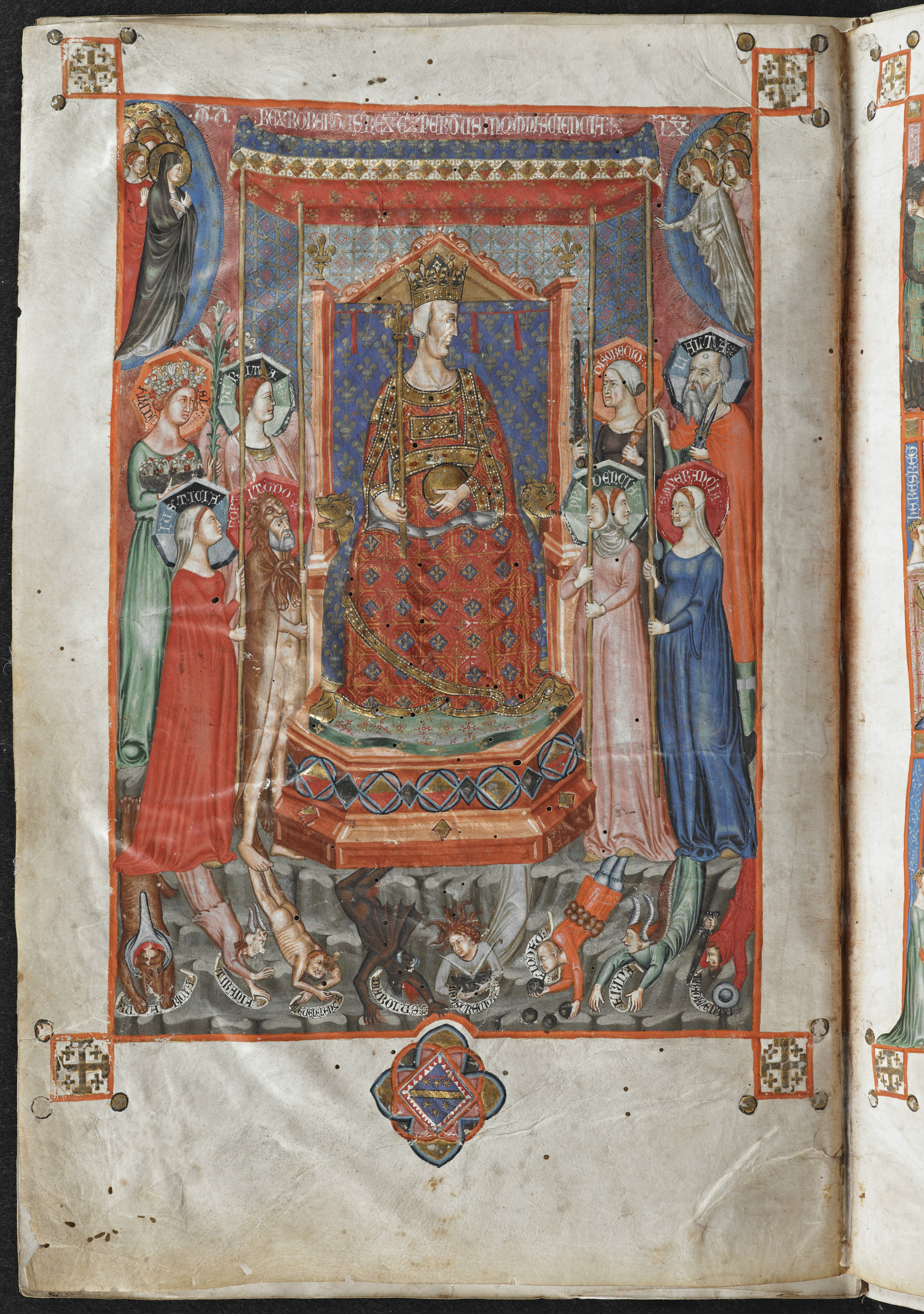
Roberto d'Angiò re di Napoli, in una miniatura della Bibbia angioina.

Credendo improbabile che la Corona sarebbe passata effettivamente a Giovanna, vari autori coevi e successivi si convinsero che re Roberto avrebbe nominato Andrea come suo legittimo erede. Altri indizi suggeriscono invece che fosse rimasto fermo nella sua decisione: ad esempio nella miniature della Bibbia angioina da lui commissionata, solo Giovanna è raffigurata con la corona in testa.
Sul letto di morte, nel suo ultimo testamento, Roberto ribadì che Giovanna fosse la sua unica erede del regno di Napoli, delle contee di Provenza, Forcalquier e Piemonte, lasciandole in eredità anche la sua pretesa sulla Sicilia e il regno di Gerusalemme. Se Giovanna fosse morta senza eredi, sarebbe stata Maria ad ereditare la Corona. Andrea fu dunque escluso dall'amministrazione dello Stato, come pure la sua incoronazione. Il testamento venne fatto riconoscere dalle maggiori autorità del regno.
Ignorando la consuetudine che stabiliva la maggiore età di diciotto anni, Roberto dispose che la nipote potesse governare autonomamente solo al compimento dei venticinque anni. Fino a quel momento, per affrancare il «Regno» dalle interferenze papali, il governo sarebbe stato affidato ad un Consiglio di reggenza guidato dalla regina Sancha e composto dai più fidati consiglieri di Roberto: il vicecancelliere Filippo di Cabassoles, vescovo di Cavaillon, Filippo di Sangineto, Gran Siniscalco di Provenza e l'ammiraglio Goffredo Marzano.
Il sovrano morente lasciava alla nipote un regno che aveva superato già da molto tempo il suo periodo più florido, durante il quale era stato la maggiore potenza politica e culturale della penisola. Negli ultimi anni di governo di Roberto, il Regno si era avviato ad una crisi interna della quale era possibile riconoscere i segnali: l'esaurimento delle finanze statali dovuti ai falliti tentativi di riconquistare la Sicilia, un generale declino dell'autorità regia, in particolare nelle zone periferiche, come la Puglia e la Basilicata, che aveva causato un rafforzamento del potere locale dei principali feudatari.

### L'ascesa al trono

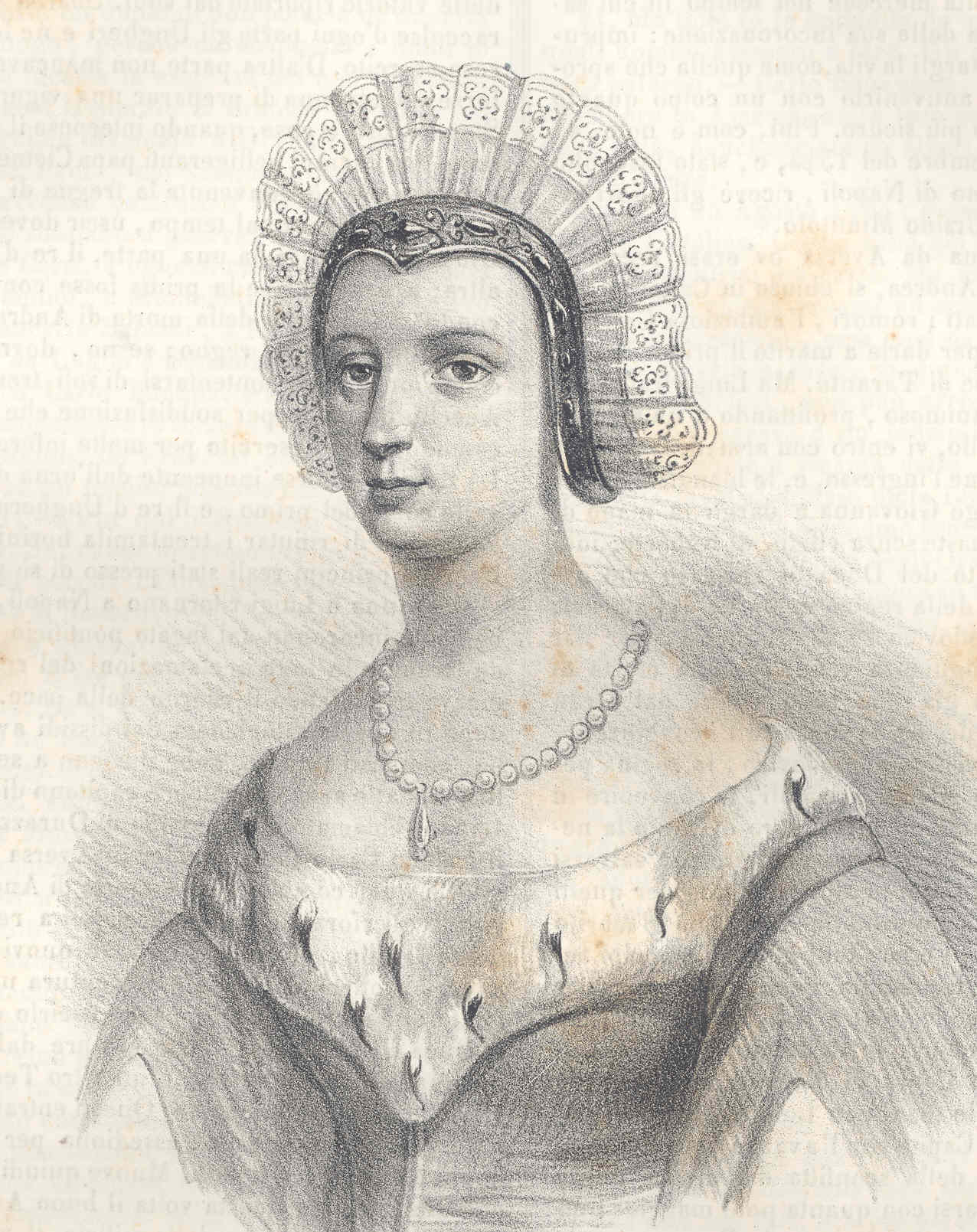
Ritratto di fantasia di Giovanna I. L'«ammirabile» bellezza della giovane sovrana venne riconosciuta persino da Domenico da Gravina, uno dei suoi principali detrattori contemporanei.

Quando, il 16 gennaio 1343, Roberto d'Angiò morì, Giovanna ascese al trono. La nuova regina, prima sovrana di Napoli per diritto ereditario, aveva 16 anni.
Già nel 1333, ad appena sei anni, era stata data in moglie al cugino coetaneo Andrea d'Angiò, figlio di re Carlo Roberto d'Ungheria. Sembra però che l'unione fra i due sia stata particolarmente infelice, vista l'insofferenza reciproca che dominava i loro rapporti. In effetti Giovanna e Andrea erano due caratteri opposti: rozzo e ignorante lui, raffinata e colta lei. Già durante l'adolescenza, Giovanna cominciò a intrattenere una relazione amorosa con un altro cugino, Luigi di Taranto, al quale la legava un sentimento puro e profondo. Ma la relazione rappresentava anche un grosso capitale politico per Caterina di Valois, madre di Luigi e detentrice del titolo di Imperatrice di Costantinopoli, che sperava di portare il figlio sul trono di Napoli.
Il testamento di Roberto il Saggio stabiliva che Andrea fosse incoronato Re di Napoli per suo proprio diritto, visto che Roberto aveva spodestato il padre di Andrea, Caroberto, dal trono napoletano. Ma la sedicenne Giovanna si oppose al rispetto della disposizione testamentaria, grazie anche al supporto della nobiltà napoletana, con conseguenti agitazioni dovute anche all'intervento di papa Clemente VI, titolare della signoria feudale sul regno. Il papa inviò il cardinale Amerigo di San Martino ad annullare il testamento di Roberto e a prendere temporaneamente il controllo del reame. Questi, nel 1343 a Roma, incoronò la sola Giovanna regina di Napoli, mentre il marito Andrea dovette accontentarsi del titolo di duca di Calabria. Ma il principe consorte aveva molti sostenitori, fra cui il fratello, Luigi I il Grande re d'Ungheria, e le sue aspirazioni al potere non erano cessate con l'ascesa al trono della moglie. La distanza fra i due coniugi era sempre più incolmabile, al punto che i nobili vicini a Giovanna decisero di risolvere drasticamente il problema organizzando l'uccisione di Andrea.

### L'assassinio del marito

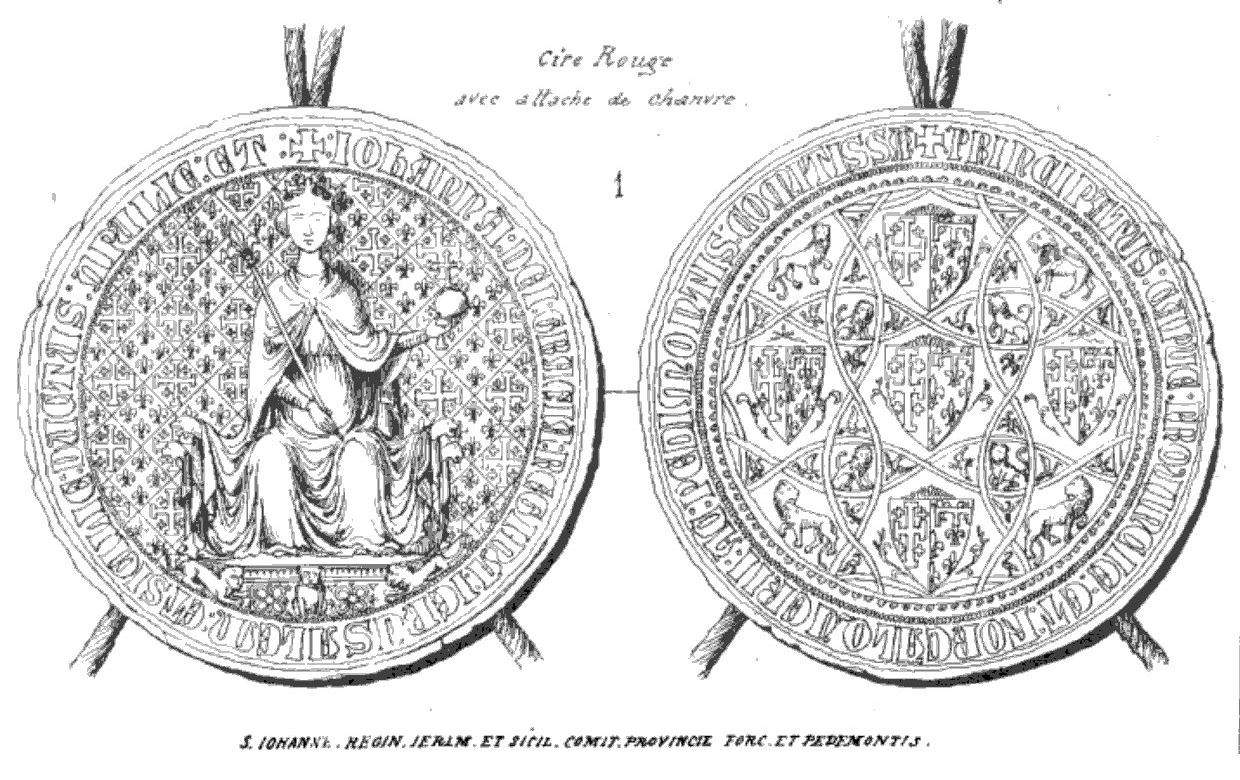
Sigillo reale di Giovanna I di Napoli

Nella notte del 18 settembre 1345, il duca di Calabria fu assassinato nel castello angioino di Aversa, poi divenuto monastero dei Padri Celestini, l'attuale chiesa della Madonna di Casaluce, da un gruppo di congiurati. L'episodio scatenò violente reazioni da parte dei sostenitori di Andrea e gettò pesanti sospetti sulla regina stessa, che in molti indicavano come la vera artefice e mandante dell'omicidio del marito. Poco tempo dopo, Giovanna metteva al mondo Carlo, figlio del defunto Andrea. Dell'evento delittuoso si occupò anche la corte pontificia, visto che il Regno di Napoli rimaneva vassallo della Chiesa. Clemente VI pretese che si scovassero e punissero tutti i congiurati, cosa che la stessa Giovanna aveva già disposto, non si sa se per amore di giustizia o per allontanare da sé i sospetti. In ogni caso, i responsabili diretti della morte di Andrea d'Ungheria furono tutti giustiziati.

### L'invasione del regno da parte di Luigi d'Ungheria
Ma la reazione più catastrofica fu sicuramente quella di Luigi d'Ungheria, fratello della vittima, che decise di infliggere una punizione esemplare alla cognata Giovanna. Mentre preparava un esercito per invadere il regno, nel maggio del 1346 Luigi inviò ad Avignone dei suoi legati per chiedere al pontefice di dichiarare deposta la regina. Il papato non si prestò a spalleggiare Luigi, il quale decise di proseguire a modo suo nell'intento.

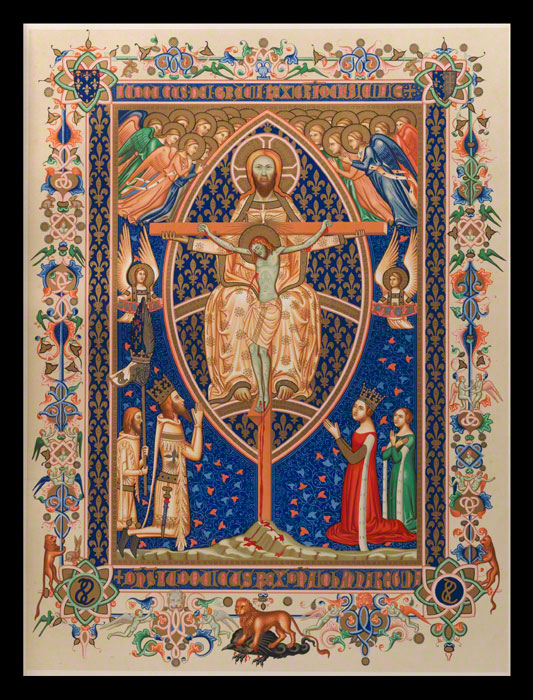
Giovanna I di Napoli (a destra) e Luigi Di Taranto in una miniatura del XIV secolo

Il 20 agosto 1347 la regina sposò in seconde nozze l'amato cugino Luigi di Taranto, anch'egli un Angiò, discendente di Carlo II lo Zoppo. Ma la vendetta di Luigi il Grande era pronta e per Napoli stava per scoccare un'ora buia. Il 3 novembre dello stesso anno il re d'Ungheria partì alla volta dell'Italia e dopo aver ottenuto l'appoggio politico e militare di molti principi italiani entrò a Benevento ai primi del 1348. Luigi di Taranto aveva radunato un esercito a Capua, nel tentativo d'impedire la presa di Napoli. Ma i baroni del regno, anziché difendere la legittima sovrana, si schierarono con l'invasore, acclamato ovunque come signore e trionfatore. Mentre il marito temporeggiava e il suo esercito difensivo continuava ad assottigliarsi per le numerose defezioni, Giovanna intuì che tutto era perduto e il 15 gennaio lasciò Napoli in nave diretta in Provenza.
Luigi d'Ungheria prese Napoli con estrema facilità, ma la sua permanenza nei territori partenopei sarebbe durata molto poco. Anche sul regno di Napoli si abbatté infatti la piaga della peste nera e Luigi partì in fretta dalla capitale lasciando la reggenza nelle mani di due funzionari ungheresi.

#### La regina in Provenza

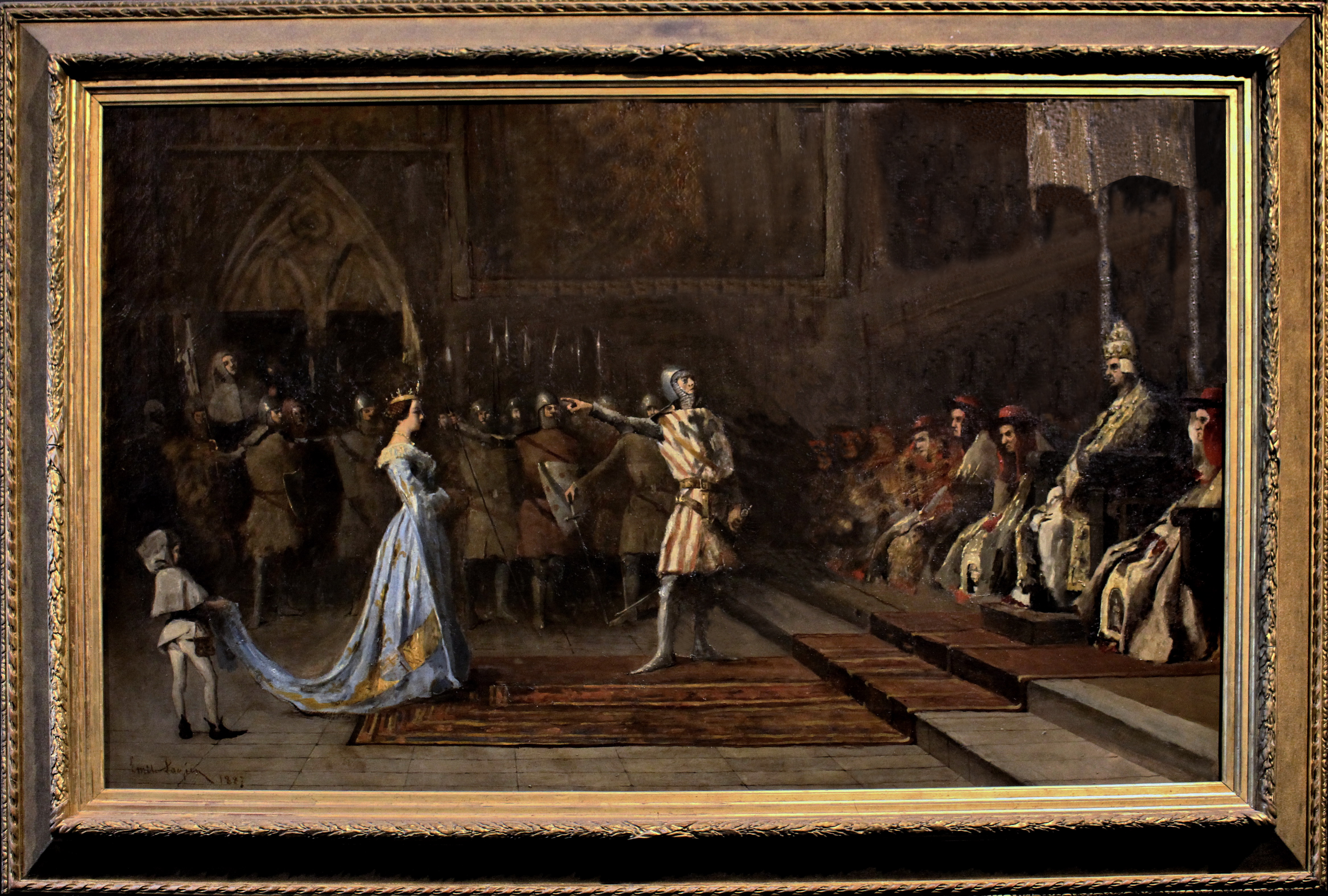
La regina Giovanna ricevuta da Papa Clemente VI, dipinto da Emile Lagier (1887). Secondo una versione ripresa dai primi storici della sovrana, come Angelo di Costanzo, Honorè Bouche e Louis Maimbourg, Giovanna si sarebbe personalmente difesa con un'abile arringa davanti al concistoro riunito per giudicare la sua colpevolezza nell'omicidio del primo marito. Nessuna fonte coeva riporta questo evento.

Dopo una sosta al Fort de Brégançon, Giovanna giunse a Marsiglia il 20 gennaio 1348, dove ricevette una calorosa accoglienza. La regina giurò di osservare i privilegi della città e ricevette il giuramento di fedeltà dei suoi abitanti. Firmò inoltre le lettere patenti che univano la città alta e bassa, assicurando l'unità amministrativa. Si recò poi ad Aix-en-Provence, dove la sua accoglienza fu molto diversa; i baroni provenzali le dimostrarono chiaramente la loro ostilità. Giovanna dovette giurare di non fare nulla contro la Provenza e di nominare solamente gente del posto nelle cariche della contea.
Giovanna arrivò ad Avignone il 15 marzo, per un incontro personale con il Papa. Luigi di Taranto la raggiunse ad Aigues-Mortes e la coppia fu ricevuta da Papa Clemente VI. La visita di Giovanna aveva un triplice scopo: ottenere una dispensa per il suo matrimonio con Luigi di Taranto, ricevere l'assoluzione o esonero dall'omicidio di Andrea e preparare la riconquista del suo Regno.
Il Papa concesse alla coppia la dispensa, nominò una commissione per indagare sulle accuse di coinvolgimento nell'omicidio di Andrea e acquistò la città di Avignone per 80.000 fiorini, che divenne di fatto separata dalla Provenza. Giovanna fu infine prosciolta dall'accusa dal Papa, che donò pure la Rosa d'oro a Luigi di Taranto. Durante il suo soggiorno ad Avignone, entro la fine di giugno, Giovanna dette alla luce il suo secondo figlio e primogenito dal suo matrimonio con Luigi di Taranto, una bambina di nome Caterina.
Avendo appreso che Luigi I d'Ungheria aveva abbandonato Napoli dopo lo scoppio della peste nera, Giovanna, con il marito e la figlia appena nata, lasciò Avignone il 21 luglio e rimase a Marsiglia dal 24 al 28 luglio, quindi si trasferì a Sanary-sur-Mer il 30 luglio, poi al Fort de Brégançon il 31 luglio, per poi arrivare infine a Napoli il 17 agosto 1348. Un mese dopo il suo arrivo, il 20 settembre, Giovanna infranse le precedenti promesse rimuovendo Raimondo d'Agoult dall'incarico di siniscalco, nominando al suo posto il napoletano Giovanni Barrili. Il malcontento dei provenzali costrinse la regina a ripristinare d'Agoult al suo posto.

### Seconda spedizione di Luigi d'Ungheria
Nei mesi successivi il malcontento dei napoletani verso il governo straniero e la nostalgia per la regina esiliata crebbe fino a ricompattare i sentimenti filo-angioini del popolo e della nobiltà. Decisi a riconquistare il regno perduto, nell'agosto del 1348 Giovanna e Luigi reclutarono un esercito, tornarono a liberare Napoli e nominarono gran siniscalco del regno Niccolò Acciaiuoli. Ma la cacciata delle milizie straniere, alle quali si erano aggiunti anche molti mercenari, fu più difficile del previsto, soprattutto in Puglia. Gli scontri si protrassero per molti mesi, dando al re d'Ungheria il tempo di organizzare una seconda spedizione nel sud Italia. Raggiunta Manfredonia via mare ai primi del 1350, Luigi si portò in poco tempo in Campania. Ma stavolta, furono i suoi stessi soldati a reclamare la fine delle ostilità e il ritorno in patria, stanchi del lungo periodo di guerre che avevano dovuto combattere. Con la mediazione dei legati pontifici, il re d'Ungheria accettò la firma della tregua e riprese la via del ritorno, ottenendo comunque l'istituzione di un processo a carico di Giovanna per accertare le sue responsabilità nell'assassinio di Andrea. Il processo si svolse alla corte papale di Avignone, sulla quale l'influenza degli Angioini era enorme. Grazie anche alla cessione alla Chiesa del dominio della città di Avignone, la regina fu dichiarata innocente e le rivendicazioni di Luigi il Grande furono, al momento, archiviate.

### Giovanna sul trono di Napoli

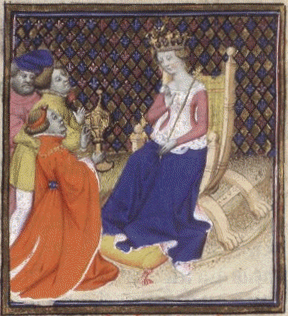
Giovanna I (1326-1382), regina di Napoli e contessa di Provenza

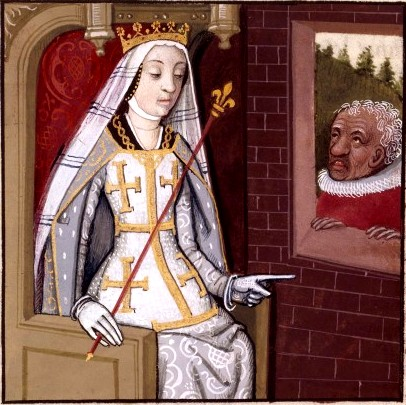
Miniatura della regina Giovanna I da un manoscritto del De mulieribus claris di Giovanni Boccaccio (Parigi, Biblioteca nazionale della Francia).

La sentenza del processo decretò anche l'attribuzione del titolo di re di Napoli al marito di Giovanna, il principe consorte Luigi. Rientrati nella capitale nel gennaio del 1352, Giovanna I d'Angiò e Luigi di Taranto furono solennemente incoronati sovrani di Napoli.
Nel 1360, a sostegno di un'insurrezione contro Federico IV, Luigi invase in armi la Sicilia nel tentativo di riportarla sotto l'egemonia angioina, ma l'iniziativa non ebbe successo.
Luigi restò sul trono insieme alla moglie fino al 1362, anno della sua morte. Furono dieci anni di tranquillità e relativa pace, in quanto l'Acciaiuoli, fedele a Giovanna e forse anche amante, molto abile negli affari, seppe tenere a freno i baroni e seppe garantire l'indipendenza del regno.
Giovanna invece nel 1363 sposò il re titolare del Regno di Maiorca, Giacomo IV, (1335-1375), che come principe consorte del regno di Napoli divenne Duca di Calabria. Nel 1366, anche perché in assenza di figli, si separò dalla moglie (sebbene non abbia mai richiesto l'annullamento) e abbandonò la corte napoletana, con l'obiettivo di riconquistare il regno di Maiorca e le altre sue contee. Nel 1363 Giovanna nominò Gran cancelliere il fedele Niccolò di Alife. Nel 1365, il 9 novembre, era morto l'Acciaiuoli.

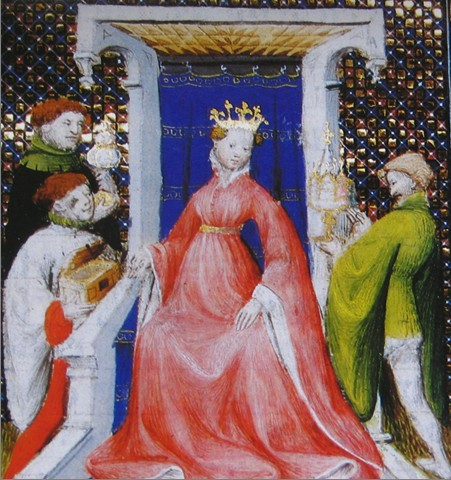
Giovanna I di Napoli, raffigurata nella Bibbia di Napoli, fine XIV secolo

Il 27 agosto 1372, Giovanna, con l'approvazione di papa Gregorio XI, raggiunse un accordo definitivo col re di Sicilia, Federico IV, in cui l'isola veniva giuridicamente riconosciuta come un regno separato, col nome di Regno di Trinacria, in cambio di un indennizzo di 15.000 fiorini annui che dovevano essere pagati a Giovanna ed ai suoi successori.
Nel 1373, alla morte del cugino, Filippo II di Taranto, senza eredi, divenne principessa di Acaia, titolo che, dal 1375, le fu contestato dal marito di Margherita, la sorella di Filippo II di Taranto, Giacomo Del Balzo, che le fece guerra in Acaia, riuscendo a conquistare parte dei feudi.
Giacomo, ancora sconfitto, nel 1374, si ritirò a Soria, in Castiglia, dove l'anno dopo morì. L'anno successivo, il 28 marzo 1376, Giovanna convolò a nozze, per la quarta volta, con Ottone IV di Brunswick. Anche Ottone, come prima Giacomo, non assunse mai il titolo regio, ma fu duca di Calabria.

### Lo scontro con Carlo di Durazzo
Rimasta senza eredi per la morte prematura dell'unico figlio Carlo, avuto dal primo marito Andrea, Giovanna designò ufficialmente suo erede il cugino e nipote Carlo di Durazzo. Ma i due, già da tempo divisi dalle sfacciate aspirazioni al potere di Carlo, si detestavano. Nel 1378 la Chiesa cattolica fu scossa da un grave scisma: due papi si proclamarono entrambi a capo della cristianità. Uno di essi, lo svizzero di lingua francese Clemente VII, era stato eletto nel Concilio di Fondi alla cui convocazione aveva contribuito il gran cancelliere Niccolò Spinelli. L'altro, Urbano VI, era il napoletano Bartolomeo Prignano, che poteva contare sull'appoggio di Carlo di Durazzo. Giovanna si schierò con Clemente VII e lo ospitò presso la sua corte, in aperto contrasto con Carlo di Durazzo e Urbano VI.
Nel 1379 i napoletani si rivoltarono contro Clemente VII, che fu costretto a lasciare la capitale ed a partire per Avignone. Papa Urbano VI, che non voleva che il Regno di Napoli sfuggisse alla sua autorità, pensò che fosse arrivato il momento di togliere di mezzo Giovanna. Nell'aprile del 1380 le comminò la scomunica.
Poi mosse contro Giovanna il suo principale nemico, Carlo di Durazzo. Quest'ultimo, che non aspettava altro per impadronirsi del regno, rispose prontamente alla chiamata. Il 1º giugno 1381 Urbano VI lo incoronò Re di Napoli. La regina reagì revocando il diritto di successione accordato a Carlo e nominando suo erede Luigi I d'Angiò, fratello di Carlo V di Francia. Clemente VII, ad Avignone, offrì a Luigi la corona di Napoli. Però Luigi, alla morte del re, suo fratello, fu costretto a restare in Francia per tenere la reggenza per il nipote Carlo VI, ancora minorenne.

### L'assassinio di Giovanna

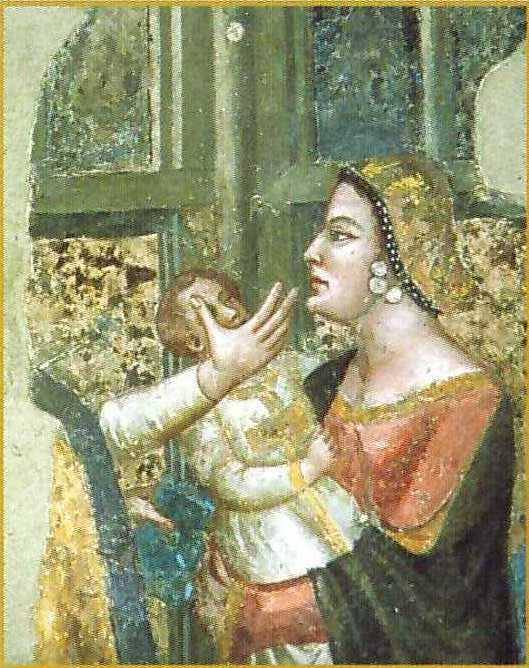
Affresco di Roberto d'Oderisio raffigurante il battesimo del primogenito Carlo, Duca di Calabria, nelle braccia della regina Giovanna I d'Angiò, Chiesa di Santa Maria Incoronata, Napoli

Col supporto del re d'Ungheria e ora anche di Polonia, Luigi I il Grande, Carlo di Durazzo avanzò verso Napoli, dove Giovanna preparò una modesta difesa ponendo il marito Ottone al comando delle poche truppe che le rimanevano a disposizione. Sconfitto in giugno Ottone ad Anagni, il 26 luglio 1381 Carlo di Durazzo entrò nella capitale aggirando le difese che Ottone aveva approntato ad Aversa e mise sotto assedio il Maschio Angioino, dove la regina si era rifugiata. Ad agosto inoltrato Ottone tentò di liberare Napoli e la moglie dalla morsa dell'invasore, ma lo scontro (24 agosto 1381) fu per lui un'autentica disfatta. Ottone cadde prigioniero del nuovo re di Napoli mentre Giovanna, che si era dovuta arrendere (26 agosto), nel dicembre del 1381 fu portata prigioniera presso il castello del Parco di Nocera Inferiore, dove rimase fino al 28 marzo del 1382, quando venne trasferita nella lontana fortezza di Muro Lucano. Per Carlo, che assumeva la corona di Napoli col nome di Carlo III, la conquista del regno non era ancora conclusa. L'erede designato di Giovanna e suo difensore, Luigi d'Angiò, rispondendo ai solleciti dell'antipapa Clemente VII preparò una spedizione in Italia per spodestare Carlo. Il nemico allora decise di affermare ad ogni costo l'indiscutibilità della sua ascesa al trono e per sgombrare il campo da qualsiasi rivendicazione ordinò l'assassinio della regina. Giovanna d'Angiò fu raggiunta dai sicari nel castello di Muro Lucano e il 27 luglio 1382 venne uccisa.
Non si conosce il luogo di sepoltura della sovrana: le cronache indicano il sacrario della sagrestia di Santa Chiara a Napoli o la chiesa di San Francesco d'Assisi a Monte Sant'Angelo. Qui Giovanna soggiornò nel castello e nella suddetta chiesa (da lei fatta costruire nel 1351) si può vedere una lastra tombale con effigie giacente della regina: il sarcofago, un tempo posizionato nella zona centrale del coro, poi fu sistemato nel 1676 a destra dell'ingresso principale, con un'iscrizione a ricordo dell'evento. L'unico autentico coevo ritratto di Giovanna era visibile nel frammento dell'affresco realizzato dal pittore Roberto d'Oderisio nella chiesa napoletana di Santa Maria Incoronata.
Luigi d'Angiò, ora conte di Provenza, che aveva l'appoggio dell'antipapa, del re di Francia e di Gian Galeazzo Visconti, nella primavera del 1382, approntò un corpo di spedizione, assieme al conte Amedeo VI di Savoia, per entrare in Italia e ristabilire l'ordine dinastico voluto dalla defunta regina. La spedizione si risolse con un nulla di fatto e lo scontro fra i rivali non si consumò mai: il 1º marzo 1383, colto da malattia, Amedeo VI moriva in Molise, mentre, il 22 settembre del 1384, Luigi d'Angiò, raggiunta la Puglia, morì improvvisamente, a Bari. Carlo III si consacrò legittimo re di Napoli, instaurando sul trono il ramo degli Angiò-Durazzo. I suoi due figli, Ladislao e Giovanna, gli sarebbero entrambi succeduti, protagonisti della definitiva caduta degli Angioini dal trono di Napoli e della conquista del regno da parte di Alfonso V d'Aragona.

## Discendenza

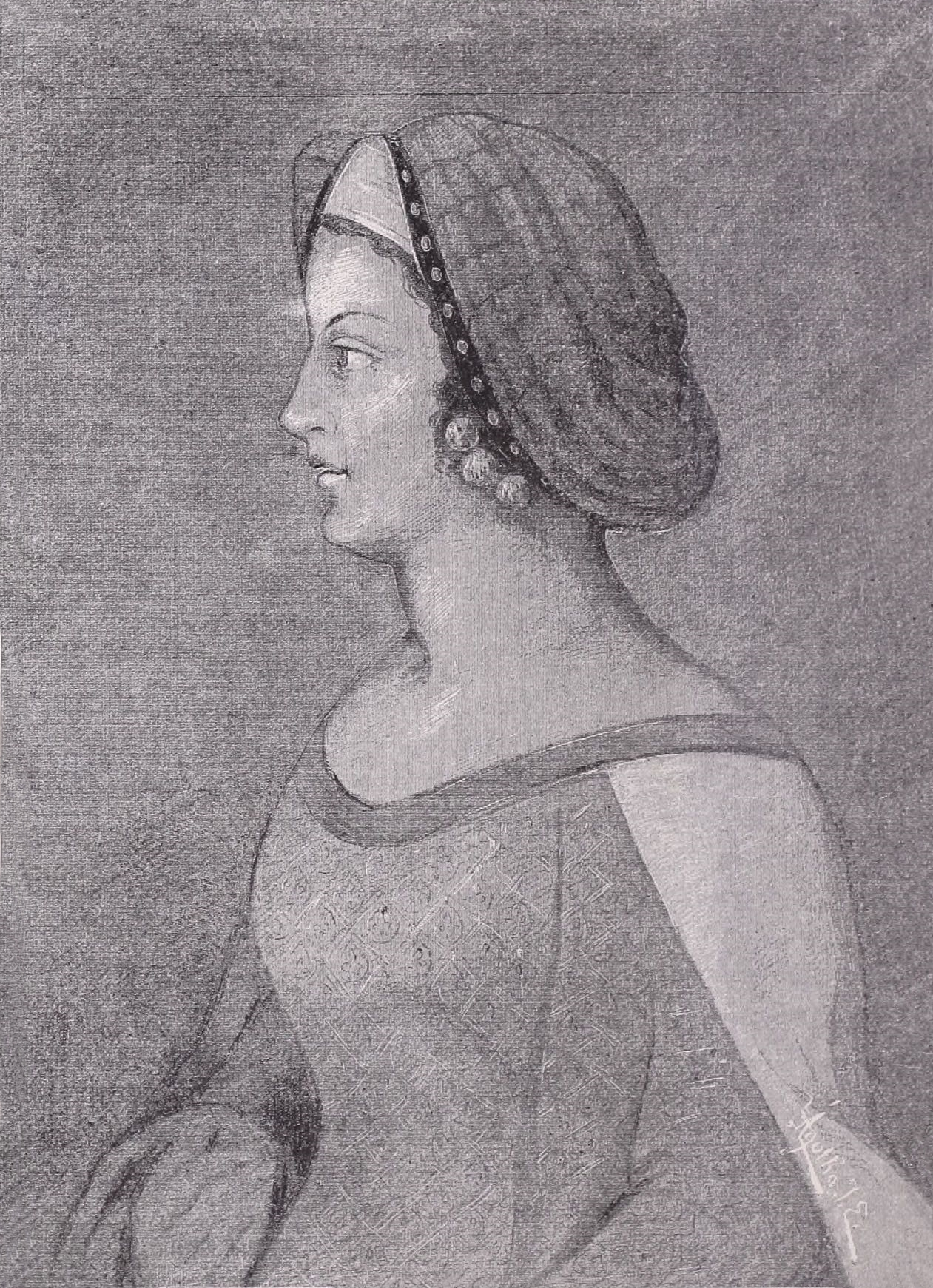
Disegno di un affresco di Giotto raffigurante Giovanna

Giovanna ebbe un figlio dal primo marito Andrea d'Angiò:
- Carlo Martello (25 dicembre 1345–12 maggio 1348). Preso sotto la custodia dallo zio paterno Luigi I d'Ungheria, durante la sua invasione di Napoli, il bambino morì alla corte ungherese.

La regina ebbe due figlie dal secondo marito Luigi di Taranto:
- Caterina (30 giugno 1348–8 giugno 1349);
- Francesca (marzo 1349–23 maggio 1352).

## Nella cultura di massa

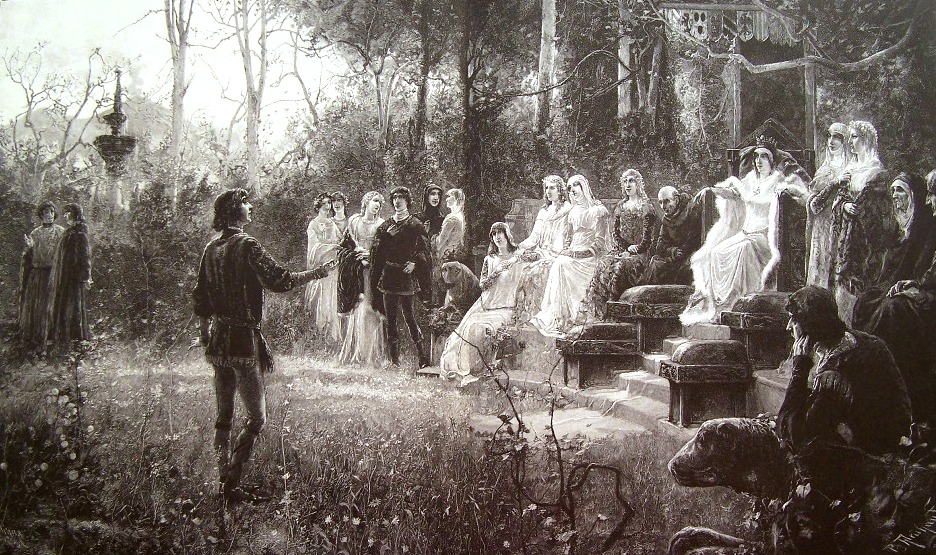
P. Salinas, Boccaccio alla corte di Giovanna di Napoli, 1892. La corte napoletana fu la vera fucina dove Boccaccio apprese e fece proprio il materiale narrativo che sfoggerà nel corso della sua attività letteraria

### Letteratura
- Thomas Fuller le dedica un capitolo di "The Holy State and The Profane State".
- Alessandro Dumas padre fu colpito dalla storia della regina angioina e scrisse un racconto, Giovanna di Napoli, contenuto nell'opera in otto volumi Delitti celebri (1839-40). Il racconto è adesso pubblicato in traduzione italiana dalle Edizioni Spartaco (S. Maria Capua Vetere) con il titolo Due delitti celebri (ISBN 978-88-87583-87-8).
- Marjorie Bowen, saggista britannica e autrice di romanzi storici, ha dedicato uno dei suoi primi romanzi alla sovrana napoletana, col titolo The Sword Decides e pubblicato nel 1908, ma mai tradotto in italiano.
- Laszlo Passuth scrive il romanzo "Napolyi Johanna" (tradotto in italiano nel 1942 col titolo La rosa d'oro).
- Mario Ciarimboli nel 2021 pubblica "Corona e cor infranto" ossia "Giovanna, regina di Napoli", che abbraccia il regno della regina dal 1343 al 1345.
- Chiara Ponte "Storia di una Regina – Giovanna I d’Angiò e la sua tragica fine nel castello di Muro Lucano" - ISBN 8827808663
- L'autrice canadese Jane Ann McLachlan ha dedicato al regno di Giovanna I una serie di quattro romanzi, The Kingdom of Naples Series. La storia è raccontata dal punto di vista della sorella minore della regina, Maria di Calabria.

### Teatro
- Il poeta e drammaturgo del Siglo de Oro spagnolo, Lope de Vega, trattò la storia della regina angioina nella sua opera La reina Juana de Nápoles, composta tra il 1597 ed il 1603. Essa fa parte di un lungo gruppo di tragedie e drammi storici che l'autore spagnolo scrisse tra la fine del XVI secolo e i primi decenni del XVII secolo.
- Giovanna I di Napoli, tragedia di Carlo Marenco (1838).
- Il compositore italiano Pietro Antonio Coppola basò sulla vita della regina il suo melodramma Giovanna I di Napoli, con librettista Agostino Pendola, di cui la prima assoluta fu al Teatro de São Carlos di Lisbona, l'11 ottobre del 1840.
- Frédéric Mistral, premio Nobel per la letteratura nel 1904, dedicò a lei il dramma teatrale in lingua provenzale La rèino Jano, scritto e rappresentato nel 1890, tradotto in italiano da Mario Chini nel 1904.

### Cinema
- Nel 1920 il soprano e attrice italiana Gemma Bellincioni diresse il film muto Giovanna I d'Angiò, regina di Napoli, dove interpretò anche la regina protagonista. Il lungometraggio racconta, in chiave molto romanzata, la vita della sovrana, partendo dall'inizio del suo regno fino alla sua fine al Castello di Muro Lucano, ponendo l'accento sull'assassinio del primo marito.

## Ascendenza
|                              |                        |                                 | Genitori              |  |  | Nonni |  |  | Bisnonni           |  |  | Trisnonni       |  |
|                              |                        |                                 |                       |  |  |       |  |  | Carlo II di Napoli |  |  | Carlo I d'Angiò |  |
|                              |                        |                                 |                       |  |  |       |  |  | Carlo II di Napoli |  |  | Carlo I d'Angiò |  |
|                              |                        | Beatrice di Provenza            |                       |  |  |       |  |  | Carlo II di Napoli |  |  |                 |  |
| Roberto d'Angiò              |                        |                                 |                       |  |  |       |  |  | Carlo II di Napoli |  |  |                 |  |
|                              |                        | Maria Arpad d'Ungheria          | Stefano V d'Ungheria  |  |  |       |  |  |                    |  |  |                 |  |
|                              |                        | Maria Arpad d'Ungheria          | Stefano V d'Ungheria  |  |  |       |  |  |                    |  |  |                 |  |
|                              |                        | Maria Arpad d'Ungheria          | Elisabetta dei Cumani |  |  |       |  |  |                    |  |  |                 |  |
| Carlo d'Angiò                |                        | Maria Arpad d'Ungheria          |                       |  |  |       |  |  |                    |  |  |                 |  |
|                              |                        | Pietro III d'Aragona            | Giacomo I d'Aragona   |  |  |       |  |  |                    |  |  |                 |  |
|                              |                        | Pietro III d'Aragona            | Giacomo I d'Aragona   |  |  |       |  |  |                    |  |  |                 |  |
|                              |                        | Pietro III d'Aragona            | Iolanda d'Ungheria    |  |  |       |  |  |                    |  |  |                 |  |
| Violante d'Aragona e Sicilia |                        | Pietro III d'Aragona            |                       |  |  |       |  |  |                    |  |  |                 |  |
|                              |                        | Costanza II di Sicilia          | Manfredi di Sicilia   |  |  |       |  |  |                    |  |  |                 |  |
|                              |                        | Costanza II di Sicilia          | Manfredi di Sicilia   |  |  |       |  |  |                    |  |  |                 |  |
|                              |                        | Costanza II di Sicilia          | Beatrice di Savoia    |  |  |       |  |  |                    |  |  |                 |  |
| Giovanna I di Napoli         |                        | Costanza II di Sicilia          |                       |  |  |       |  |  |                    |  |  |                 |  |
|                              | Filippo III di Francia | Luigi IX di Francia             |                       |  |  |       |  |  |                    |  |  |                 |  |
|                              | Filippo III di Francia | Luigi IX di Francia             |                       |  |  |       |  |  |                    |  |  |                 |  |
|                              | Filippo III di Francia | Margherita di Provenza          |                       |  |  |       |  |  |                    |  |  |                 |  |
| Carlo di Valois              | Filippo III di Francia |                                 |                       |  |  |       |  |  |                    |  |  |                 |  |
|                              |                        | Isabella d'Aragona              | Giacomo I d'Aragona   |  |  |       |  |  |                    |  |  |                 |  |
|                              |                        | Isabella d'Aragona              | Giacomo I d'Aragona   |  |  |       |  |  |                    |  |  |                 |  |
|                              |                        | Isabella d'Aragona              | Iolanda d'Ungheria    |  |  |       |  |  |                    |  |  |                 |  |
| Maria di Valois              |                        | Isabella d'Aragona              |                       |  |  |       |  |  |                    |  |  |                 |  |
|                              |                        | Guido IV di Châtillon-Saint-Pol | …                     |  |  |       |  |  |                    |  |  |                 |  |
|                              |                        | Guido IV di Châtillon-Saint-Pol | …                     |  |  |       |  |  |                    |  |  |                 |  |
|                              |                        | Guido IV di Châtillon-Saint-Pol | …                     |  |  |       |  |  |                    |  |  |                 |  |
| Mahaut di Châtillon          |                        | Guido IV di Châtillon-Saint-Pol |                       |  |  |       |  |  |                    |  |  |                 |  |
|                              |                        | Maria di Bretagna               | …                     |  |  |       |  |  |                    |  |  |                 |  |
|                              |                        | Maria di Bretagna               | …                     |  |  |       |  |  |                    |  |  |                 |  |
|                              |                        | Maria di Bretagna               | …                     |  |  |       |  |  |                    |  |  |                 |  |
|                              |                        | Maria di Bretagna               |                       |  |  |       |  |  |                    |  |  |                 |  |

### Esplicative
1. ↑  In realtà Giovanna fu incoronata semplicemente «regina di Sicilia», nonostante i suoi predecessori avessero perso il controllo dell'isola dopo i Vespri siciliani. Il termine «regno di Napoli» è una semplificazione utilizzata a partire dal 1805 dalla storiografia per indicare l'estremità meridionale della penisola italiana ancora sotto il governo angioino e che al tempo era noto come «Regno di Sicilia citerione» (Regnum Siciliae citra Pharum), cioè «Regno di Sicilia al di qua del Faro» (riferendosi al Faro di Messina). La porzione di regno che comprendeva solo l'isola di Sicilia era nota come «Regno di Sicilia al di là del Faro» (Regnum Siciliae ultra Pharum) amministrata dagli aragonesi: governo non riconosciuto dagli angioini.
2. ↑  Nel 1328, morirono la sorellastra maggiore Maria, figlia del primo matrimonio del duca di Calabria, e un'altra sorella maggiore anch'essa di nome Maria. Nel 1325 era nata e morta la sorella Eloisa, mentre suo fratello maggiore Carlo Martello era morto ad appena otto giorni di vita nell'aprile 1327.
3. ↑  Stando a Giovanni Boccaccio, re Roberto non prendeva decisioni senza il consenso delle due donne. Cfr. Goldstone 2009, pp. 31-33.
4. ↑  Contrapponendosi alla tesi di Émile-G. Léonard 1932 T1, p. 172, che riteneva Giovanna un'illetterata perché definitasi «una donna e poco istruita nelle lettere tanto da essere frequentemente ingannata» in una lettera a papa Clemente VI nel 1346, secondo Gaglione 2009, p. 335 sarebbe una frase retorica. Goldstone 2009, pp. 321-322 sostiene che pure Sancha di Maiorca si era definita in maniera analoga ed era in grado di scrivere, perciò ritiene che Giovanna sapesse fare altrettanto. Il latino non pulito presente nelle lettere della regina indicherebbe che l'avesse scritte di suo pugno.
5. ↑  «Caduta è la Corona dal capo nostro», avrebbe commentato Roberto d'Angiò alla morte del figlio Carlo. Cfr.  Istoria civile del Regno di Napoli, di Pietro Giannone, Volume 3, p. 173, su books.google.it.
6. ↑  La consuetudine risaliva al 1130, quando Papa Innocenzo II aveva incoronato Ruggero il Normanno «re di Sicilia». Da quel momento i pontefici erano pesantemente intervenuti negli affari di stato del «Regno», come erano definiti i territori dell'Italia meridionale, influenzando le decisioni dei vari sovrani in base ai tornaconti della Santa Sede. Cfr. Bausilio 2020,  p. 82.
7. ↑  La legge salica era infatti una legge consuetudinaria che regolava le eredità in ambito privato e non riguardava affatto il principio di sovranità, né i fondamenti di diritto pubblico. Cfr. Casanova 2014, p. 47. Gli apologisti dei Valois iniziarono un'opera di convincimento secondo cui le donne fossero inadatte per natura a governare. Cfr. Casteen 2015, pp. 2-3. In Francia ciò venne attuato per evitare che Edoardo III d'Inghilterra, figlio di Isabella di Francia e nipote di Filippo IV di Francia, ereditasse anche la Corona francese. Il sovrano inglese reclamando comunque i diritti materni, scatenò la guerra dei cento anni.
8. ↑  Re Carlo II, padre di Roberto d'Angiò, aveva maneggiato affinché il primogenito Carlo Martello d'Angiò ottenesse la Corona di Ungheria, vantando i diritti di sua madre Maria d'Ungheria. Dato che il secondogenito Ludovico aveva preso la strada clericale (sarà proclamato santo nel 1317), in accordo con papa Bonifacio VIII, la Corona del «Regno» fu destinata al terzogenito Roberto e alla sua discendenza. Cfr.  GIOVANNA I d'Angiò, regina di Sicilia, su treccani.it.
9. ↑  Il 30 novembre, i duchi di Durazzo e i baroni del «Regno» resero omaggio a Giovanna durante una cerimonia ufficiale. Cfr. Goldstone 2009, pp. 40-41.
10. ↑  Oltre all'accordo matrimoniale tra i suoi figli e le nipoti di re Roberto, Carlo I chiese al pontefice di riavere i due feudi che suo padre possedeva nel «Regno»: il Principato di Salerno e l'Honor Montis Sancti Angeli Cfr. Lucherini 2013, p. 343.
11. ↑  Inizialmente Carlo I aveva designato il primogenito Luigi come marito di Giovanna, mentre suo fratello minore Andrea sarebbe subentrato al suo posto in caso di sua morte prematura. Durante i negoziati però Carlo I cambiò idea e decise di destinare Andrea a Giovanna. Cfr. Lucherini 2013, p. 344.
12. ↑  «E per dispensagione e volontà di papa Giovanni e de’ suoi cardinali sì fece sposare al detto Andreasso, ch’era d’età di sette anni, la figliuola maggiore che fu del duca di Calavra, ch’era d’età di cinque anni, e lui fece duca di Calavra a dì 26 di settembre del detto anno con grande festa [...]. E compiuta la detta festa, poco appresso si partì il re d’Ungheria e tornò in suo paese, e lasciò a Napoli il figliuolo colla moglie alla guardia del re Ruberto con ricca compagnia.» Cfr.  Giovanni Villani, Cronica, Volume 5, p. 281., su books.google.it.
13. ↑  Giovanni Villani affermò ad esempio che «sì volle il re Ruberto che dopo di lui succedesse il reame al figliuolo del detto re d’Ungheria suo nipote». Cfr.  Cronica di Giovanni Villani..., Volume 5, p. 281., su books.google.it.; Lucherini 2013, pp. 350-351.
14. ↑  La questione dinastica si era comunque complicata poiché, poco tempo prima di morire, il re era rimasto offeso dalla notizia che la potente regina madre d'Ungheria, Elisabetta di Polonia, avesse preferito far sposare a suo figlio maggiore Luigi I la principessa Margherita di Boemia, anziché Maria, disattendendo gli accordi presi dal defunto sovrano ungherese. Cfr. Goldstone 2009, p. 65.

### Riferimenti
1. ↑  De Feo 1969, p. 15.
2. ↑  Casteen 2015, pp. 107-117.
3. 1 2 3   GIOVANNA I d'Angiò, regina di Sicilia, in Treccani. URL consultato il 13 giugno 2024.
4. ↑  Baddeley 1897, p. 194.
5. ↑   13 gennaio 1326: Carlo di Calabria accetta la nomina a signore di Firenze, su storiadifirenze.org.
6. ↑  Casteen 2015, p. 10.
7. ↑  Goldstone 2009, p. 15; Casteen 2015, pp. 2-3.
8. ↑  Émile-G. Léonard 1932 T1, p. 142.
9. ↑  Goldstone 2009, p. 40.
10. 1 2  Casteen 2015, p. 3.
11. ↑   FILIPPA da Catania, in Treccani. URL consultato il 13 giugno 2024.
12. 1 2  Gaglione 2009, p. 335.
13. ↑  Bausilio 2020, p. 81; Froio 1992, p. 142.
14. 1 2  Gravina 1890, p. 7.
15. ↑  Casteen 2015, pp. 9-10.
16. ↑  Duran 2010, p. 76.
17. ↑  Baddeley 1893, p. 31.
18. ↑  Goldstone 2009, pp. 38-39.
19. ↑  Monter 2012, p. 61.
20. 1 2 3  Goldstone 2009, p. 40.
21. ↑  Goldstone 2009, pp. 40-41.
22. ↑  Goldstone 2009, p. 41.
23. ↑  Lucherini 2013, pp. 347-348.
24. 1 2  Lucherini 2013, p. 350.
25. ↑  Lucherini 2013, pp. 348-349.
26. ↑  Goldstone 2009, p. 45.
27. ↑  Casteen 2015, p. 5.
28. ↑  Abulafia 2000, p. 508.
29. ↑  Casteen 2015, pp. 9-10; Duran 2010, p. 79.
30. 1 2 3  Goldstone 2009, p. 65.
31. 1 2  Casteen 2015, p. 34.
32. ↑  Émile-G. Léonard 1932 T1, p. 335.
33. ↑  Caroberto era il figlio dell'erede al trono di Napoli, Carlo Martello d'Angiò, primogenito del re di Napoli, Carlo II d'Angiò, ma premorto al padre. Al momento della morte del nonno, Caroberto era in Ungheria, impegnato a far valere i suoi diritti al trono ungherese (era stato incoronato re d'Ungheria il 13 gennaio 1301).
34. 1 2  Goldstone 2009, pp. 160-161.
35. ↑  Léonard 1967, p. 448.
36. ↑  Léonard 1932, II, p. 52.
37. ↑  Thierry Pécout: « Marseille et la reine Jeanne » dans Thierry Pécout (dir.), Martin Aurell, Marc Bouiron, Jean-Paul Boyer, Noël Coulet, Christian Maurel, Florian Mazel et Louis Stouff: Marseille au Moyen Âge, entre Provence et Méditerranée : Les horizons d'une ville portuaire, Méolans-Revel, Désiris, 2009, 927 p., p. 216.
38. ↑  Paladilhe 1997, pp. 87-89.
39. ↑  Goldstone 2009, p. 166.
40. ↑  Léonard 1932, II, pp. 143-144.
41. ↑  Casteen 2011, p. 83.
42. ↑  Giacomo IV di Maiorca, dopo essere stato spodestato, nel 1349, era rimasto prigioniero nel castello di Játiva e poi nel Castello Nuovo di Barcellona fino al 1362.
43. ↑  Giacomo, nella battaglia di Nájera (1367), fu nuovamente fatto prigioniero. Venne liberato solo due anni più tardi e, si vociferava, solo grazie al riscatto pagato dalla moglie.
44. 1 2 3   Mario Prignano, Antipapi. Una storia della Chiesa, Bari-Roma, Laterza, 2024,  pp. 172-73, ISBN 9788858155172.
45. ↑   Giovanna I d’Angiò, la prima regina del Sud, su ilportaledelsud.org. URL consultato il 24 febbraio 2025.
46. ↑  Chronicon Siculum, p. 45.
47. ↑  Qui Boccaccio erroneamente crede che la regina morì. De mulieribus claris, CVI. DE IOHANNA, IERUSALEM ET SYCILIE REGINA.
48. ↑  Angelillis, p. 88.
49. ↑  Gleijeses, p. 224.
50. ↑  Angelillis, Parte seconda, capitolo XIII.
51. ↑  De Feo, p. 218.